# Römischer Gutshof bei Lösnich

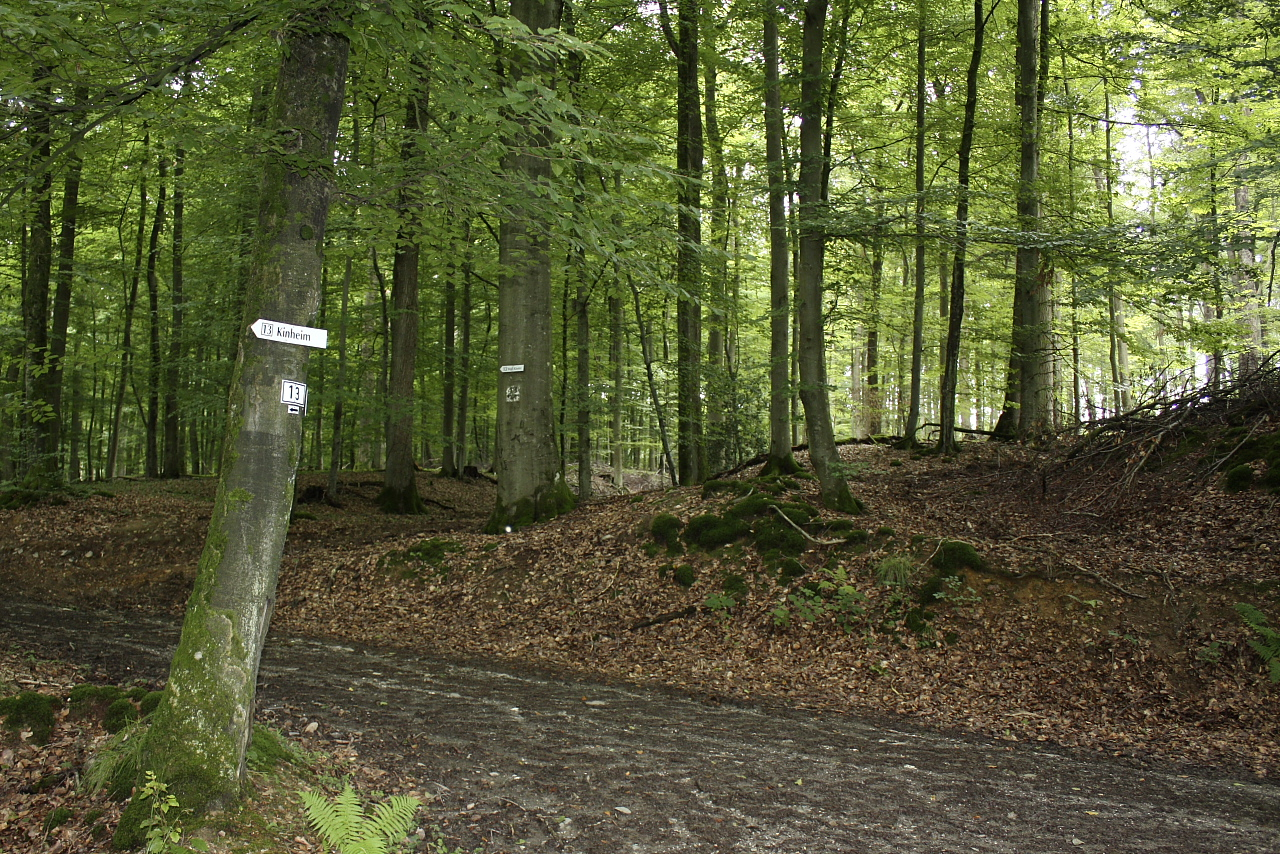
Der Lösnicher Hinterwald 2014 – Geographischer Standort des ehemaligen Römischen Gutshofs bei Lösnich

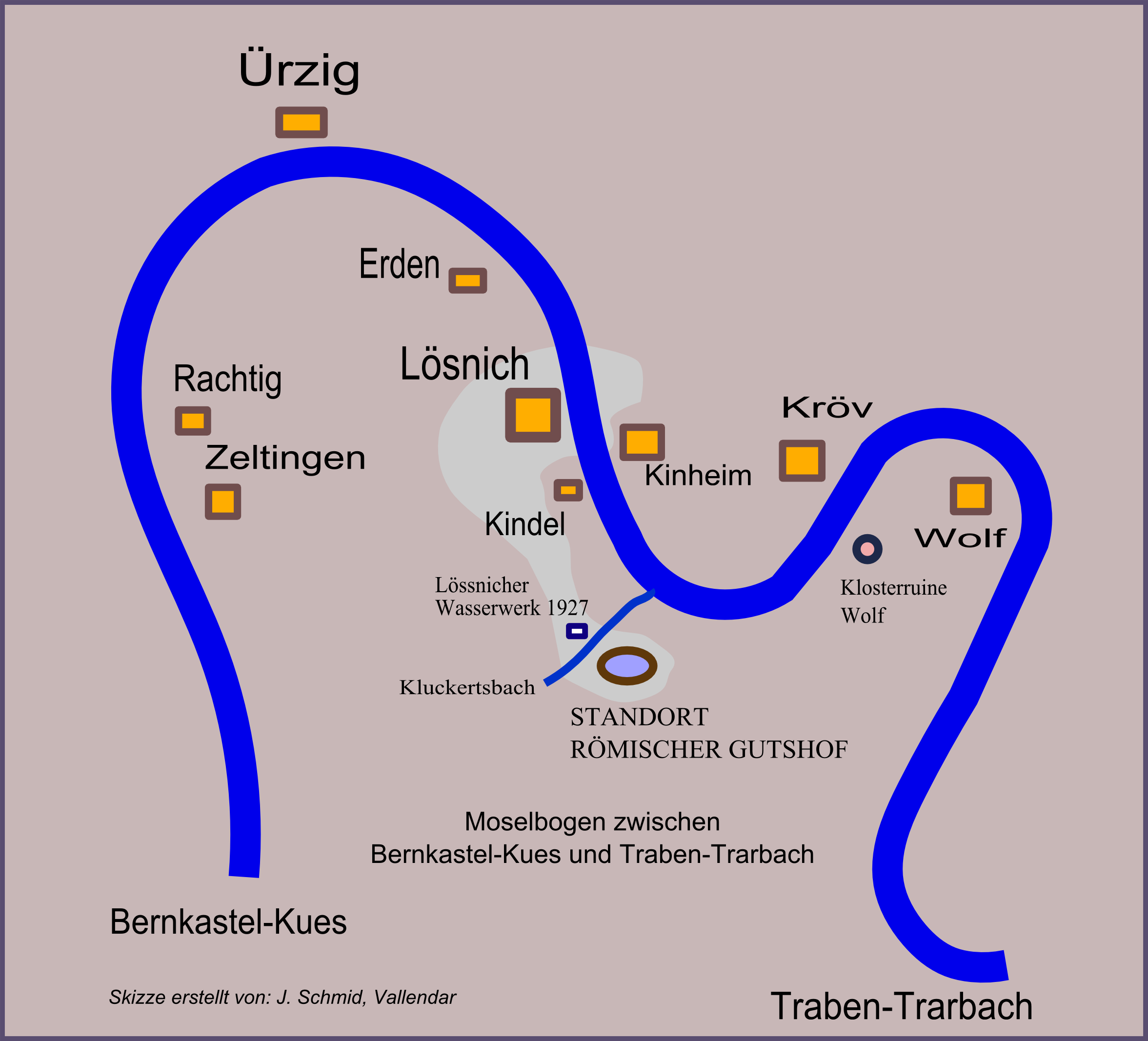
Standortskizze zum Römischen Gutshof bei Lösnich

Der römische Gutshof bei Lösnich existierte vom ersten bis vierten Jahrhundert nach Christus. Er lag auf der Höhe des weitausholenden Moselbogens zwischen Traben-Trarbach und Bernkastel-Kues in der Gemarkung „Lösnicher Hinterwald“ der Gemeinde Lösnich Richtung Wolf in der Nähe des Kluckertsbaches, der hier abschüssig seinen Weg in das Moseltal sucht.
Mauer und Keramikfunde auf dem Lösnicher Friedhof und die in 200 m vom Friedhof entfernt gemachten Funde wiesen bereits auf ehemals römische Präsenz in Lösnich und Umgebung hin. So auch die ca. 1,5 km entfernte römische Villa bei Kinheim-Kindel, die ebenfalls in das 1. bis 5. Jahrhundert datiert werden konnte und 1976 bei Wegebauarbeiten entdeckt und freigelegt worden war.

## Landgut
Erste Hinweise zu im Wald herumliegenden Trümmerresten im Lösnicher Hinterwald erhielt das Trierer Museum im August 1927. Fünf Jahre später fasste das Museum den Entschluss, den Hinweisen nachzugehen, nachdem von bereits erfolgten privaten Grabungen weitere Berichte im Museum eingetroffen waren. Im dicht bewaldeten Lösnicher Hinterwald konnte ein rechteckiger Raum mit den Innenmaßen 20,40 × 10,97 m freigelegt werden. Wie sich Jahrzehnte später herausstellen sollte, handelte es sich hier um das zentrale Wohnhaus eines ehemals römischen Gutshofes (Villa rustica). Ein Münzfund konnte auf das Jahr 351 n. Chr. datiert werden.
Durch die widrigen Umstände der damaligen Zeit wurden weitere Grabungen und Recherchen eingestellt. Erst im November 1973 nahm das Rheinische Landesmuseum Trier neue archäologische Grabungen auf und legte im dicht bewaldeten und zum Teil abschüssigen Gelände in der Nähe des Lösnicher Wasserwerks in Richtung Wolf eine römische Anlage mit mehreren Gebäudeeinheiten und ein größeres Gräberfeld frei.

## Gebäude
- Herrenhaus
- Weinkelter
- Wirtschaftsgebäude/Werkstatt

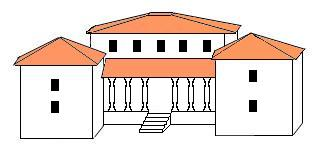
Schema einer typischen Porticusvilla

- Brauerei (vermutlich Bierbrauerei)
- Gebäude (unklare Zweckbestimmung)
- Gebäude (unklare Zweckbestimmung)
- Darranlage (Konservierung vergänglicher Nahrungsmittel)
- Gebäude (unklare Zweckbestimmung)
- Gebäude (vermutlich Schmiede)
- Tempelbezirk

So wurden durch die Grabungen zehn Gebäude freigelegt, von denen acht dem Leben auf dem Lande entsprechend errichtet und eingerichtet worden waren. Die Entstehung dieser Siedlung kann in Teilen bis ins 1. Jahrhundert nach Christus datiert werden. Um die Mitte des zweiten Jahrhunderts entstanden weitere Gebäudeeinheiten und blieben bis Mitte des 4. Jahrhunderts in ständiger Benutzung.
Es kann angenommen werden, dass Viehzucht und Ackerbau die Lebensgrundlage der Bewohner gebildet haben, bis auch der Weinbau im 3. Jahrhundert als weiterer wirtschaftlicher Zweig hinzugekommen war. Zur Absicherung der Funktion der Lösnicher Kelteranlage (Gebäude 2) wurde 1990 eine Nachgrabung vorgenommen. Bodenproben aus original römischen Schichten wurden im Rheinischen Landesmuseum Trier einer genauen Untersuchung unterzogen. Dabei wurden die erwarteten Traubenkerne und Traubenkernfragmente in verschiedenen Siebungen gefunden.
Es wird angenommen, dass die Einführung der Kelteranlage im Gut die Prosperität des Betriebes gesteigert hat. Die Frage nach der Herkunft der Trauben kann nur vermutet werden. Es liegt nahe, dass die zur Weinerzeugung benötigten Trauben aus der unmittelbaren Nähe stammten, vermutlich aus der heute noch zum Anbau genutzten „Wolfer Sonnenlay“ am Wolfer Kloster.

### Herrenhaus

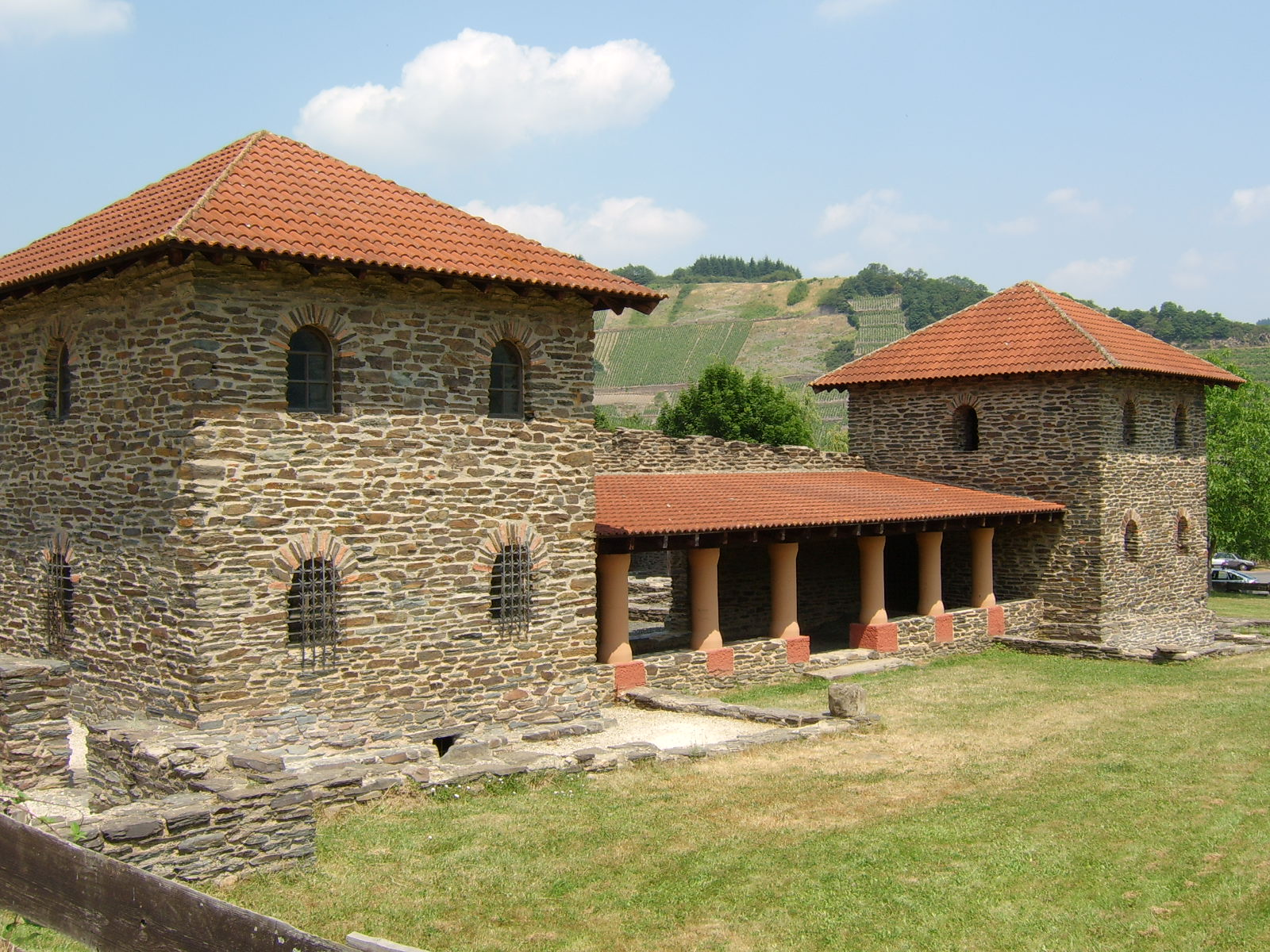
In vergleichbarer baulicher Konzeption die Villa Rustica in Mehring

Das Herrenhaus als zentrales Wohngebäude entsprach in seinem Baustil einer Porticusvilla. Die bebaute Fläche betrug eine Ausdehnung von ca. 32 m × 4 m. An den Eingangsbereich (Porticus) grenzten links und rechts die fast quadratischen Eckrisalite (5 m × 5,40 m und 4,80 m × 4,70 m). An den Porticusbereich schloss sich ein zentraler großer Raum (19,70 m × 10,70 m) an. Rechts daneben befanden sich drei weitere Räume, die als typischer römische Sauna- und Badebereich identifiziert werden konnten. Beginnend direkt hinter dem rechten Eckrisalit: das Tepidarium (Wärmeraum), dann das Caldarium (warmer oder heißer Raum mit hoher Luftfeuchtigkeit) und schließlich das Frigidarium (Abkühlraum mit Kaltwasserbecken).
Die Räume schlossen in ihrer Ausdehnung von 10,70 m ab mit der Breite des zentralen Raumes. Den hinteren Teil des Hauses bildete ein langer rechteckiger Raum in etwa der Ausdehnung des zentralen Wohnraums (19,30 m) und einer Breite von 3,70 m. Hinten links befand sich außerhalb des Herrenhauses noch ein Keller mit den Innenmaßen von ca. 6 m × 5 m.

### Weinkelter
Das etwa 30 m in südöstlicher Richtung vom Herrenhaus entfernte Gebäude hatte eine Ausdehnung von ca. 18 m × 13 m und zwei unterschiedlich große Becken. Die Funktion einer Weinkelter konnte hier nachgewiesen werden. In einem Raum der Größe 6,20 m × 5,30 m wurde offensichtlich nach Aufgabe der südlichen Raumbegrenzung das verbleibende Fundament zum Aufsatz eines kleinen Beckens genutzt. Daran schloss sich ein zweites große Becken etwa der Innenfläche von 4 m × 6 m an. Insgesamt wurden drei Feuerstellen ausgemacht. Zwei Steinquader, einer mit Schleifspuren, zwei Gruben und zwei Pfostenlöcher in dem verbleiben großen Raum mit der Innenabmessung von ca. 8 m × 10 m wurden mit dem Keltervorgang in Verbindung gebracht. Keramische Funde innerhalb des Gebäudes lassen den Schluss zu, dass die Hauptnutzungszeit des Gebäudes im 3. und 4. Jahrhundert lag. Aber auch Fragmente aus dem 2. Jahrhundert wurden sichergestellt. Die eigentliche Weinpresse bestand aus Holz und erforderte Gewichtssteine für den Pressvorgang. Wenn auch die Ausbreitung des Weinstocks am Oberrhein, in der Pfalz und an der Mittelmosel bis ins 1. Jahrhundert zurückreicht, so kann über die Rebsorte noch keine Aussage getroffen werden.
Dass der Weinanbau bereits in römischer Zeit eine nicht unbedeutende Rolle im Moselraum gespielt hat, zeigen weitere jüngere Ausgrabungen von Kelteranlagen an der Mosel. So wurden im Nachbarort Erden moselaufwärts auf der gegenüberliegenden Moselseite 1992 und 1998 zwei weitere Kelterhäuser der Römer aus der zweiten Hälfte des 3. Jahrhunderts direkt in der Weinbergslage „Erdener Treppechen“ freigelegt. Das erste mit einer Größe von 38 m × 16 m, dass zweite ca. 40 m entfernt mit den Ausmaßen 14 m × 10 m.

### Brauerei
Südöstlich der Weinkelteranlage wurde eine etwa 16,5 m × 7,75 m große Gebäudeeinheit mit zwei Räumen freigelegt. Die Kombination der vorhandenen Ausstattungsreste einer Offenanlage (Darre) mit anschließendem Becken und mehrere Gruben führten zur Annahme, das es sich hier um eine Anlage handeln musste, wie sie im Prozess des Bierbrauens in der Spätantike eingesetzt wurde. Zur Ermittlung der wirtschaftlichen Nutzung dieser Anlage in Lösnich wurde der Vergleich zu einer ähnlichen Anlage in Regensburg-Großprüfening unweit des Römerkastells Castra Regina herangezogen. Der Vergleich verfestigte die Annahme, dass die zum Herstellungsprozess der Bierherstellung notwendigen Funktionen analog der Anlage in Großprüfening auch in Lösnich zugewiesen werden konnten. In der Lösnicher Anlage konnte der archäologische bzw. botanische Nachweis bisher jedoch noch nicht erbracht werden, dass in diesem Gebäude tatsächlich Bier gebraut wurde. Bei Bestätigung dieser Funktionen der Anlagen durch neuere Forschungen würde es sich dann bei Lösnich um die erste archäologisch nachgewiesene Bierbrauerei spätantiker Zeit in dieser Region handeln. Bisher existiert nur eine Inschrift aus Trier, die den Bierkonsum nachweist.

## Ende der Gutshofanlage
Die endgültige Zerstörung des Landgutes erfolgte offensichtlich in der Mitte des 4. Jahrhunderts, wie sich auch aus dem vergrabenen Münzfund aus dem Jahre 351 schließen lässt. Der Einfall der Germanen in die Region bereits ab 275/276 nach Christus und die erneuten Einfälle der Alamannen um 355 dürften das Ende der Siedlungsanlage besiegelt haben.

## Grabanlage
1978 wurden die Ausgrabungsarbeiten eines Gräberfeldes ca. 250 m vom Gutshof in nordöstlicher Richtung aufgenommen, um hier beobachtete raubgräberische Tätigkeiten zu unterbinden. Hier konnten insgesamt 35 Fundstellen registriert werden. Dabei wurden drei Grabbezirke ausgemacht, in denen neben einer Amphorenbestattung Urnenbestattungen mit und ohne Platteneinfassungen nachgewiesen wurden. Die Amphorenbestattung ist in der Region eher ein Seltenheit. Die Grabbeilagen weisen auf einen höheren sozialen Status des Bestatteten hin. Das Grab konnte ins ausgehende 1. Jahrhundert nach Christus datiert werden. Ähnliche Amphorenbestattungen kamen bei Freilegungsarbeiten der römischen Stadtmauer in Trier zum Vorschein.